# Tosia Altman
Tosia Altman (en hebreo: טוסיה אלטמן‎) (24 de agosto de 1919-26 de mayo de 1943) fue una mensajera y contrabandista de Hashomer Hatzair y la Organización Judía de Combate (ŻOB) durante la ocupación alemana de Polonia y el Levantamiento del Gueto de Varsovia.

## Primeros años
Altman nació el 24 de agosto de 1919, hija de Anka y Gustaw Altman en Lipno, Polonia, cerca de la ciudad de Włocławek. Su padre, relojero, era dueño de una joyería en Włocławek y la familia era relativamente acomodada. Aunque su padre se había criado en un hogar jasídico, los padres de Altman tenían una interpretación liberal de la fe judía y animaron a Altman a estudiar polaco y hebreo.: 21  Influenciada por las convicciones sionistas generales de su padre, Altman estudió en un gimnasio de idioma hebreo y se unió al movimiento juvenil Hashomer Hatzair a la edad de once años. Elegida como representante de la rama local de Hashomer Hatzair, asistió a la Cuarta Convención Mundial en 1935. Inspirada para emigrar a Israel, se unió a un kibutz de formación en Częstochowa en 1938, pero Hashomer Hatzair pronto la nombró líder central de educación juvenil en Varsovia.

## Segunda Guerra Mundial

### Mensajera
Tras la invasión de Polonia por la Alemania nazi en septiembre de 1939, los movimientos juveniles sionistas instaron a sus miembros a huir hacia el este para evitar a los alemanes. Con Adam Rand, un amigo de Hashomer Hatzair, Altman caminó hasta Rivne. Cuando la Unión Soviética invadió también, Altman y el liderazgo del movimiento juvenil evacuaron hacia Vilna, bajo control polaco y luego lituano hasta junio de 1940. Altman se unió a la sede de Hashomer Hatzair en Vilna y ayudó a organizar varios intentos fallidos de enviar miembros de los movimientos juveniles ilegalmente a Palestina . : 54–56 
Los movimientos juveniles estaban preocupados por sus amigos y familiares atrapados bajo la ocupación nazi. Debido a que la mayoría de los líderes habían huido, los miembros restantes de los movimientos juveniles no pudieron organizarse de manera efectiva. Por lo tanto, se decidió enviar a algunos de los líderes de regreso a la región del Gobierno General de la Polonia ocupada. Altman fue considerado una líder inspiradora y buena organizadora. : 54–56  Su cabello rubio y su polaco fluido significaban que podía pasar fácilmente por una gentil. La mayoría de los mensajeros del movimiento juvenil eran mujeres, porque los hombres judíos podían distinguirse por su circuncisión. 
Después de dos intentos fallidos de cruzar las fronteras soviéticas y alemanas, en diciembre de 1939 visitó a su familia en Włocławek y regresó a Varsovia, siendo la primera líder de un movimiento juvenil en hacerlo. : 115  Altman viajó con frecuencia a Galitzia y Częstochowa a pesar de las restricciones a los judíos que viajaban en tren, donde intentó organizar educación clandestina e incluso entrenar kibbutzim. Envió postales a líderes de movimientos juveniles en Viena, Vilna y Suiza, describiendo el sufrimiento de los judíos bajo el régimen nazi. Después del amurallamiento del gueto de Varsovia, quedando su propia familia atrapada dentro, Altman continuó viajando con documentos falsos a pesar de que ser atrapada fuera del gueto era un delito capital.  Envió paquetes de alimentos al gueto de Varsovia para su familia y amigos. : 89 

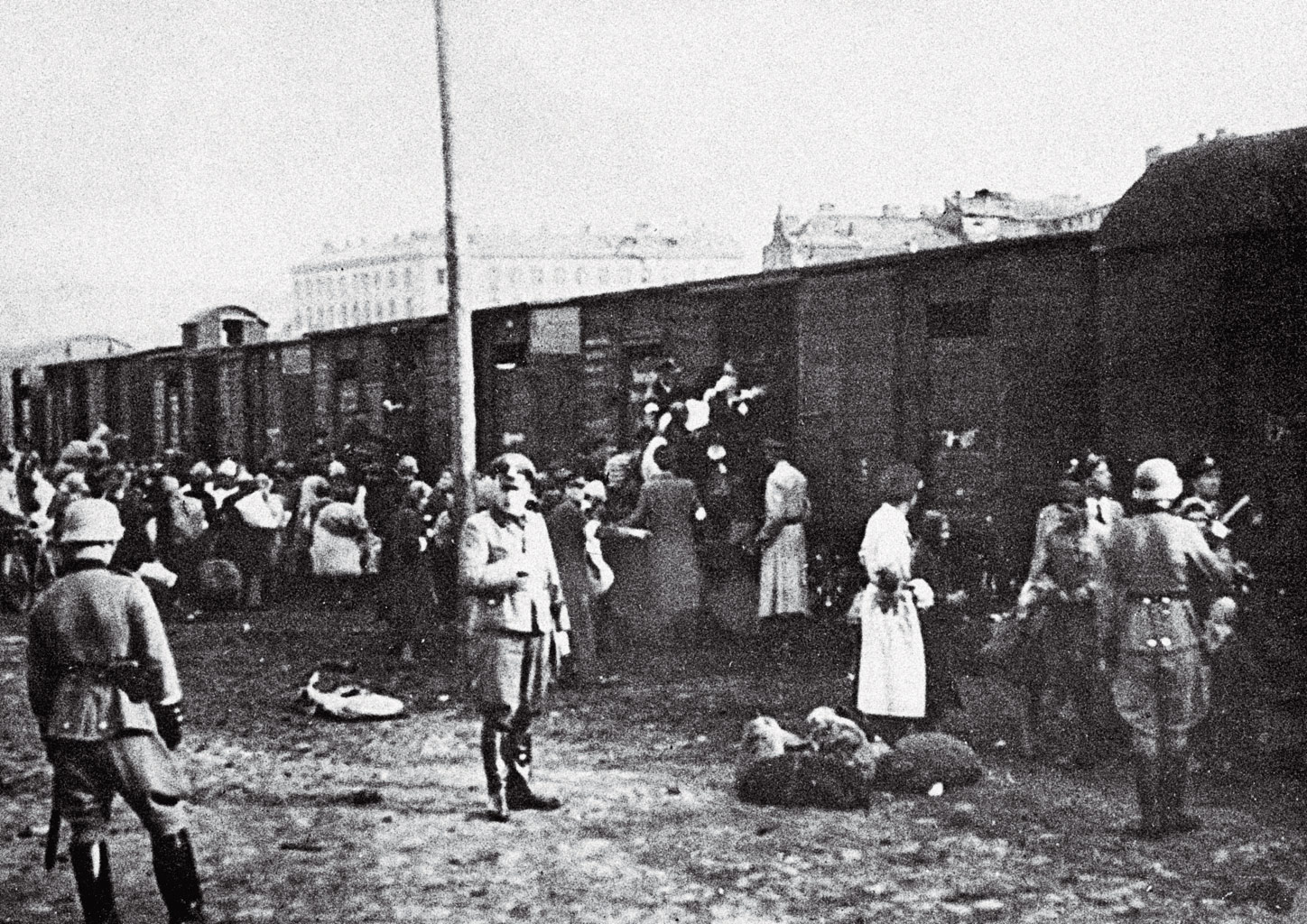
Judíos del gueto de Varsovia se ven obligados a abordar un tren

El 24 de diciembre de 1941, Altman y Haika Grossman lograron regresar al gueto de Vilna, donde se reunieron con Abba Kovner y los líderes de la Organización Partisana Unida. Altman describió las horribles condiciones en el Gueto de Varsovia, pero aun así instó a los líderes sionistas a evacuar allí ya que el Gueto de Vilna estaba siendo despoblado sistemáticamente en una serie de masacres en Ponary. Kovner no estuvo de acuerdo, ya que creía que había un plan sistemático para exterminar a todos los judíos bajo el control nazi. Los movimientos juveniles decidieron difundir las noticias sobre los asesinatos en masa y animar a los judíos polacos en guetos a resistir con fuerza. En su viaje de regreso a Varsovia, Altman visitó varios guetos del este de Polonia, incluido Grodno, para transmitir este mensaje. 

### Contrabando de armas
A su regreso a Varsovia, Altman descubrió que los judíos no estaban dispuestos a aceptar que estaban a punto de ser exterminados, incluso después de que llegaran informes de un campo de exterminio en Chełmno. A principios de 1942, colaboró con otros grupos de izquierda para establecer una organización de autodefensa, pero sus esfuerzos fracasaron porque no pudieron conseguir armas. En julio, durante la Grossaktion Varsovia y después del establecimiento de la Organización de Combate Judía (ŻOB), Altman, debido a su apariencia aria y sus habilidades en el idioma polaco, fue nombrada enlace con el Ejército Nacional y Armia Ludowa. Aunque estas organizaciones de resistencia polacas se negaron a ofrecer ayuda sustancial, Altman ayudó a contrabandear algunas granadas y explosivos.  Viviendo en el lado ario de la ciudad, también ayudó a los judíos a escapar del gueto y encontrar lugares para esconderse. : 152–167  En una carta a Adam Rand, entonces en Viena, en abril de 1942, escribió: "Los judíos se están muriendo ante mis ojos y no puedo ayudar. ¿Alguna vez trataste de romper una pared con tu cabeza?" : 115 

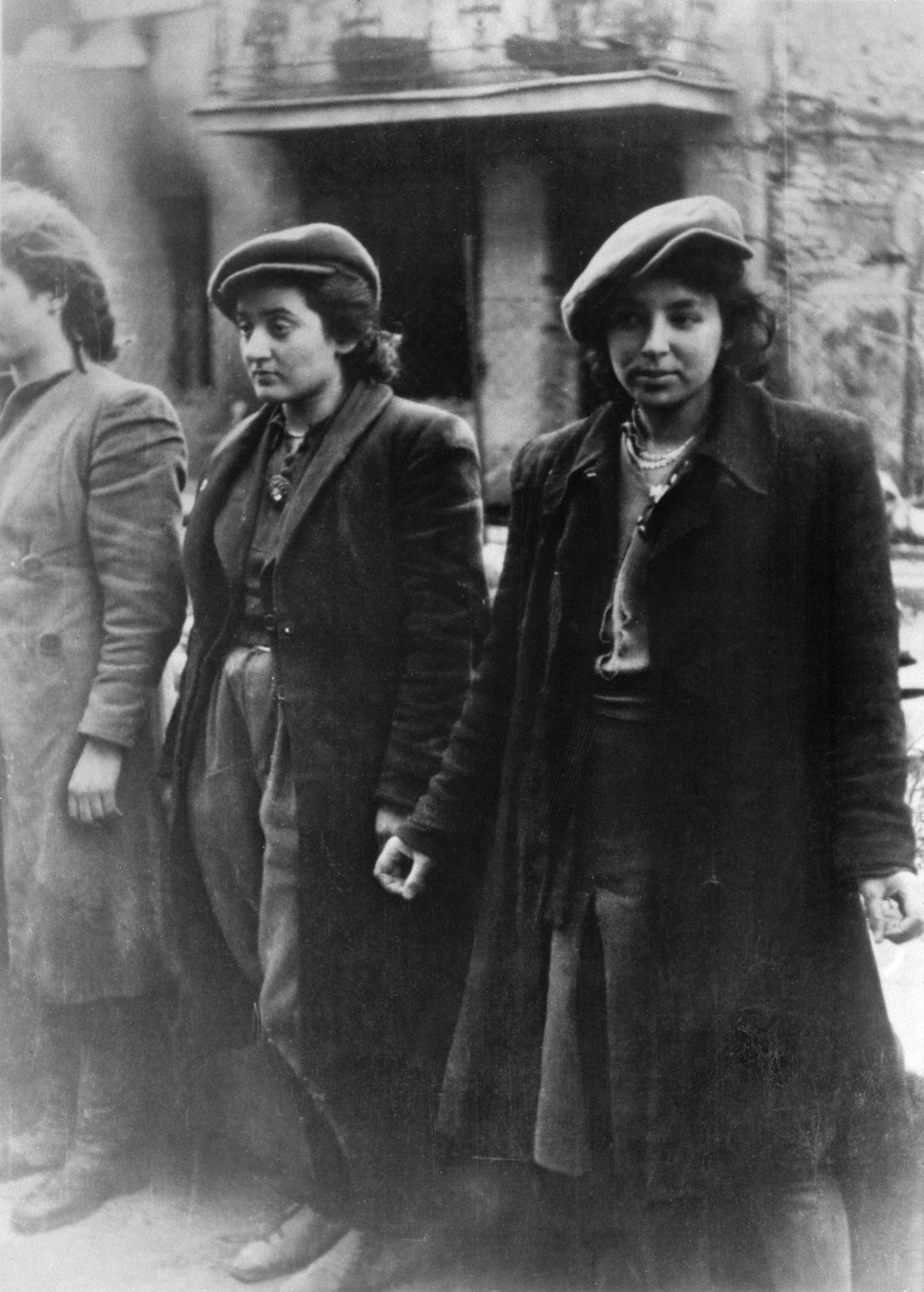
Combatientes de HeHalutz capturados durante el levantamiento del gueto de Varsovia

En septiembre, la Grossaktion finalmente cesó, dejando menos de 70,000 judíos en el gueto de Varsovia, una quinta parte de la población original. El liderazgo de Hashomer Hatzair resultó dañado por los arrestos de la Gestapo y se detectaron explosivos de otro contrabandista. Altman se unió a Arie Wilner, otro activista de Hashomer Hatzair, en un intento de convencer a los grupos de resistencia polacos para que los armaran. También continuó sus visitas a otros guetos, esta vez organizando la resistencia armada. Ella jugó un papel decisivo en la creación de un capítulo de la ŻOB en el gueto de Cracovia. En octubre, el Ejército Nacional reconoció a la ŻOB y comenzó a proporcionar armas a partir de diciembre.: 123–124 

### Levantamiento de gueto de Varsovia y muerte
En enero de 1943, durante la siguiente ola de deportaciones, los judíos de Varsovia opusieron una resistencia armada dispersa. : 127  La ŻOB se infiltró entre los judíos detenidos para su deportación y lanzó un ataque sorpresa contra los alemanes. La mayoría fueron asesinados, pero el líder, Mordechai Anielewicz, logró escapar. Durante esta acción, Altman regresó al gueto con otra contrabandista, Tema Scheiderman, para pelear con el ŻOB. Ambas fueron detenidas y llevadas al Umschlagplatz para ser deportadas a Treblinka, pero Altman fue liberada por un policía del gueto judío que actuaba en nombre de Hashomer Hatzair. : 170–171  La resistencia tuvo un éxito parcial: los alemanes solo deportaron a 5,000 judíos, en lugar de los 8,000 que querían. Después de la escaramuza de enero, el Ejército Nacional comenzó a apoyar seriamente a la ŻOB, y los judíos restantes entrenaron y construyeron búnkeres en preparación para la liquidación final. Altman y Wilner también pudieron comprar algunas armas en el mercado negro. Wilner fue arrestado en marzo, pero no traicionó a la resistencia ni siquiera bajo tortura. Temiendo que los alemanes la hubieran rastreado, Altman regresó al gueto, reemplazada por Icchak Cukierman como enlace con la resistencia polaca. 

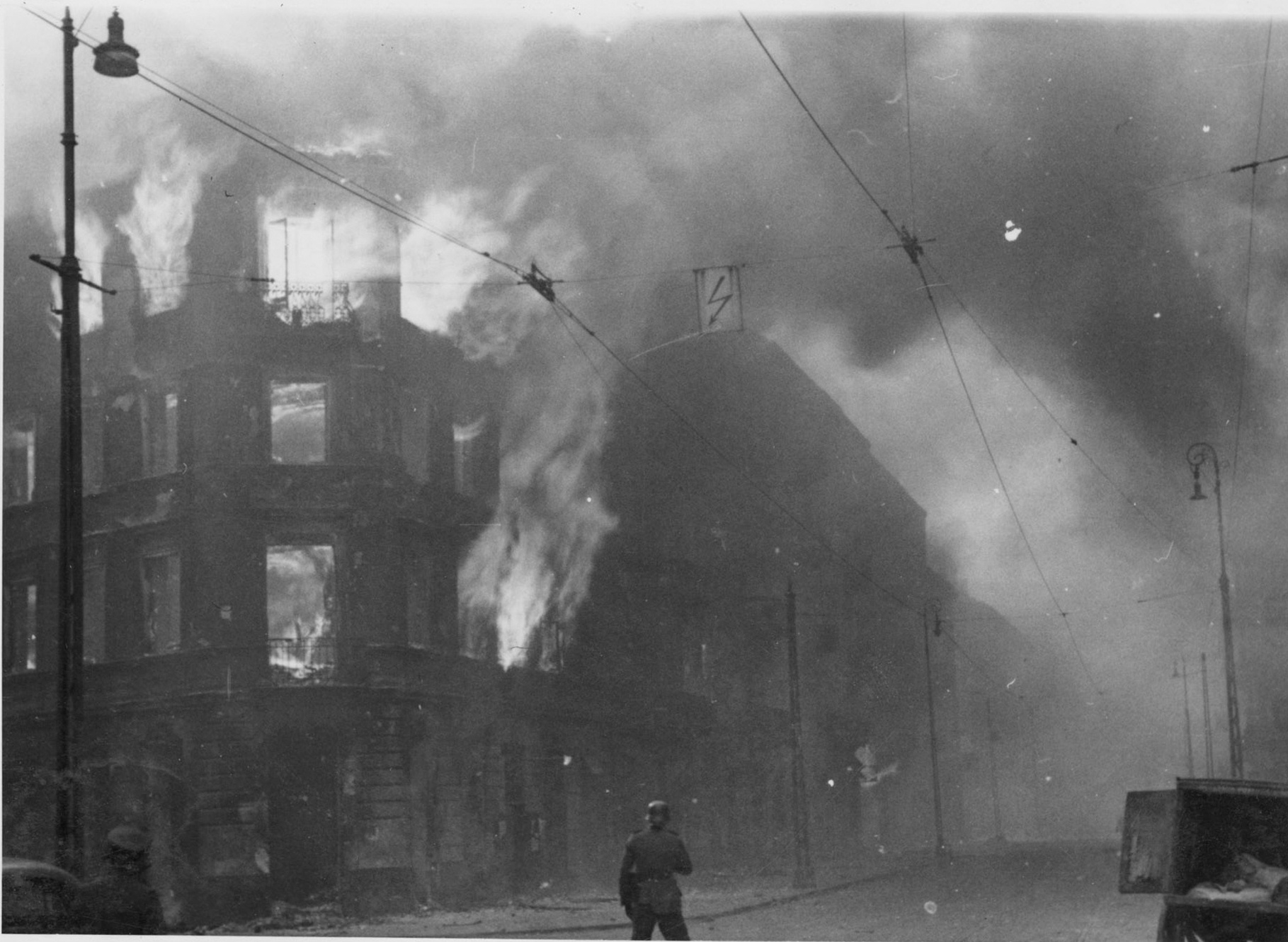
Gueto de Varsovia en llamas durante el levantamiento

El 18 de abril, las fuerzas alemanas rodearon el gueto en preparación para su liquidación. Altman, cuya función aún era transmitir mensajes, informó a Zuckerman por teléfono del éxito inicial de la resistencia. El 21 de abril, cuando los alemanes comenzaron a incendiar el gueto, Anielewicz se refugió en un búnker en el número 18 de la calle Mila; Altman se convirtió en la mensajera entre el búnker de mando y otro búnker donde estaban los heridos. También rescató a algunos combatientes de los incendios. En ese momento, los combatientes decidieron intentar escapar por el sistema de alcantarillado. Cuando los alemanes descubrieron el búnker de la calle Mila el 8 de mayo, lo llenaron de gas para obligar a los habitantes a marcharse. Anielewicz y muchos otros combatientes de la resistencia se suicidaron. Altman, aunque herida, fue una de las seis que lograron escapar y fue encontrada por Zivia Lubetkin y Marek Edelman, quienes la sacaron de contrabando del lado ario. 
Altman se escondió con otros combatientes judíos en una fábrica de celuloide. El 24 de mayo se produjo un incendio accidental. Gravemente quemada, Altman fue obligada a salir a la luz donde fue capturada por la policía que la entregó a la Gestapo . : 115–116  Ella murió a causa de sus heridas dos días después.  : 187–192 

## Legado
Altman recibió póstumamente la Cruz de Plata de la Orden Militar de Virtuti Militari por decisión del Presidente de la República Popular de Polonia el 1 de abril de 1948, por sus méritos en la lucha clandestina durante la ocupación.
Fue interpretada por la actriz estadounidense Leelee Sobieski en la película para televisión de 2001 Uprising.